# 1952年夏季奥林匹克运动会中国代表团
1952年夏季奥林匹克运动会中华人民共和国代表团参加1952年在芬兰赫尔辛基舉行的第15届夏季奥林匹克运动会，本届奥运会是1949年中华人民共和国成立后参加的首届夏季奥运会。
在本届奥运会开幕前，两岸及国际奥委会内部就“中国奥林匹克委员会”的认定及奥运代表队的参赛这两个问题展开了激烈的斗争。1951年3月，第15届夏季奥运会主办国芬兰（於1950年即與中華民國斷交）就曾向中华人民共和国中央人民政府外交部表示，希望中华人民共和国能派选手参加该届奥运会。1952年2月2日，苏联驻华大使罗申向当时负责体育运动管理的中国新民主主义青年团的中央书记冯文彬提出，鉴于台湾方面已报名参加第15届夏季奥运会，希望知道大陆方面是否要派员参加。芬兰的邀请，特别是苏联的建议，令团中央十分重视，随即向政务院总理周恩来递交书面报告。
经周恩来批准，全国体总于1952年2月5日致电国际奥委会秘书处，通知继续参加国际奥林匹克运动大会的组织并参加赫尔辛基第15屆夏季奧運會。原文如下：
我国体育总会  致电国际奥林匹克委员会  通知参加本届奥林匹克运动大会

【新华社十二日讯】中华全国体育总会致电国际奥林匹克委员会秘书处，通知继续参加国际奥林匹克大会的组织并参加本届奥林匹克运动大会，电文如下：

国际奥林匹克委员会秘书处：

中华全国体育总会根据中国在过去参加历届奥林匹克大会的关系，决定仍继续参加国际奥林匹克大会的组织，并决定参加今年七月间在赫尔辛基举行的国际奥林匹克运动大会。我们现在通知贵会：中华全国体育总会是代表中华人民共和国的唯一体育组织，任何其他团体，包括台湾中国国民党反动集团的体育代表在内，不能作为中国的任何合法代表，亦不能容许其参加此届奥林匹克运动大会及其有关的会议。现闻贵会将在二月十五日在奥斯陆举行奥林匹克会议，我们准备参加，请即将该会议程及须要我们参加会议之人员数目通知我们，实为至盼。

中华全国体育总会

一九五二年二月五日于北京

此后2月13日，中华人民共和国中央人民政府外交部派出盛之白和谢启美抵达奥斯陆，准备参加国际奥林匹克委员会第46次全会，未果。
1952年6月16日，国际奥委会主席西格弗里德·埃德斯特隆 发表公告称，由于国际奥委会希望在次年（即1953年）解决中国问题，现在中国的两个组织——台湾的一个和大陆的一个，皆不得参加赫尔辛基奥运会。6月17日，艾德斯特隆电复全国体总，称中华全国体育总会尚未被国际奥林匹克委员会所承认，中国运动员不得参加赫尔辛基奥林匹克运动会。公告遭到两岸的强烈反对。
7月5日，中华全国体育总会秘书长荣高棠和国际奥林匹克委员会委员、中华全国体育总会委员会委员董守义分别致电国际奥委会主席艾德斯特隆，声明抗议。荣高棠的声明宣称中华全国体总由中华全国体协改制而成，要求继承原全国体协受国际奥委会承认的地位。此为“改制论”的首次出现。按照该声明，当时设于台北的所谓全国体协并不具有原全国体协的合法地位；原全国体协的合法地位因该组织改制而转移予全国体总。
在奥运会开幕前的国际奥委会第48届年会上中华人民共和国最终取得了参加本届奥运会的资格。7月18日晚，在奥运会开幕的前一天，中华人民共和国方面接到了第15届奥运会组委会主席佛伦凯尔的邀请电报。中华人民共和国方面迅速进行动员，临时组成了一支篮球队，一支足球队，外加游泳选手一名。全团共40人，荣高棠为团长，黄中、吴学谦为副团长，董守义为总指挥，李凤楼为足球队指导，牟作云为篮球队指导。代表团于7月25日凌晨出发，于29日11时辗转抵达赫尔辛基，此时奥运会已接近尾声，仅吴传玉一人赶上了游泳比赛。

## 游泳
| 运动员 | 比赛项目  | 预赛   | 预赛 | 半决赛   | 半决赛   | 决赛     | 决赛     |
| 运动员 | 比赛项目  | 时间   | 名次 | 时间     | 名次     | 时间     | 名次     |
| ------ | --------- | ------ | ---- | -------- | -------- | -------- | -------- |
| 吴传玉 | 100米仰泳 | 1:12.3 | 28   | 未能晋级 | 未能晋级 | 未能晋级 | 未能晋级 |